# Vlag van Midway

Niet-officiële vlag van Midway (ratio 3:5)

De functie van vlag van Midway wordt uitgevoerd door de vlag van de Verenigde Staten, aangezien Midway een Amerikaans territorium is en geen eigen officiële vlag heeft.
Er is wel een niet-officiële vlag in gebruik. Deze toont twee blauwe banen, waarvan de bovenste naar de hemel verwijst en de (iets lichtere) onderste naar de oceaan rondom Midway. De blauwe banen worden van elkaar gescheiden door een witte streep, die het strand van Midway symboliseert. In de bovenste blauwe baan is een laysanalbatros afgebeeld. Deze vlag werd voor het eerst gehesen op 29 mei 2000 op Memorial Day.